# Eddie Johnson
Edward "Eddie" Johnson (Bunnell, Florida, 1984. március 31. –) amerikai válogatott labdarúgó, csatár. Korábban az FC Dallas-ban, majd a Kansas City Wizards-ban focizott, ezt követően Európában próbált szerencsét a Fulham támadójaként, valamint több európai országban is. 2006-ban hazája válogatottjával részt vett a németországi világbajnokságon. 2012-ben tért vissza Amerikába, a Seattle Sounders FC csapatához, ahol abban a szezonban megválasztották az Év Visszatérőjének! 2015-ben vonult vissza a D.C. Unitedből.

## Statisztika

### Nemzetközi góljai
| #  | Dátum              | Helyszín                        | Ellenfél           | Gól | Eredmény | Kiírás                     |
| -- | ------------------ | ------------------------------- | ------------------ | --- | -------- | -------------------------- |
| 1  | 2004. október 10.  | San Salvador, Salvador          | Salvador           | 2-0 | 2-0      | 2006-os vb-selejtező       |
| 2  | 2004. október 13.  | Washington                      | Panama             | 3-0 | 6-0      | 2006-os vb-selejtező       |
| 3  | 2004. október 13.  | Washington                      | Panama             | 4-0 | 6-0      | 2006-os vb-selejtező       |
| 4  | 2004. október 13.  | Washington                      | Panama             | 5-0 | 6-0      | 2006-os vb-selejtező       |
| 5  | 2004. november 17. | Columbus, Ohio,                 | Jamaica            | 1-0 | 1-1      | 2006-os vb-selejtező       |
| 6  | 2005. február 9.   | Port-of-Spain, Trinidad         | Trinidad és Tobago | 1-0 | 2-1      | 2006-os vb-selejtező       |
| 7  | 2005. március 19.  | Albuquerque                     | Honduras           | 1-0 | 1-0      | Barátságos mérkőzés        |
| 8  | 2005. március 30.  | Birmingham                      | Guatemala          | 1-0 | 2-0      | 2006-os vb-selejtező       |
| 9  | 2006. február 19.  | Frisco, Texas                   | Guatemala          | 3-0 | 4-0      | Barátságos mérkőzés        |
| 10 | 2007. június 9.    | Carson, Kalifornia              | Trinidad és Tobago | 2-0 | 2-0      | 2007-es CONCACAF-aranykupa |
| 11 | 2007. június 28.   | Maracaibo, Venezuela            | Argentína          | 1-0 | 1-4      | 2007-es Copa América       |
| 12 | 2008. június 15.   | Carson, Kalifornia              | Barbados           | 6-0 | 8-0      | 2010-es vb-selejtező       |
| 13 | 2012. október 12.  | North Sound, Antigua és Barbuda | Antigua és Barbuda | 1-0 | 2-1      | 2014-es vb-selejtező       |
| 14 | 2012. október 12.  | North Sound, Antigua és Barbuda | Antigua és Barbuda | 2-1 | 2-1      | 2014-es vb-selejtező       |

## Külső hivatkozások
- Eddie Johnson pályafutásának statisztikái a Soccerbase oldalon (angolul)

- Eddie Johnson profilja a kcwizards.com-on
- Eddie Johnson profilja Archiválva 2009. február 4-i dátummal a Wayback Machine-ben az ESPN Soccernet-en
- Eddie Johnson profilja az usolympicteam.com-on
- Eddie Johnson profilja az ussoccer.com-on